# Жандеркин, Абдул Газиз Ибраевич
Абдул Газиз Ибраевич Жанде́ркин (7 ноября 1905, Каркаралинск, Семипалатинская область — 9 ноября 1983, Алма-Ата) — советский и казахский животновод.

## Биография
Родился 7 ноября 1905 года в Каркаралинске (ныне Карагандинская область, Казахстан). Происходит из подрода танас сары рода каракесек племени аргын.
- 1929 — окончил зоотехнический факультет Алматинского ветеринарного института
- 1929—1935 — в комитетах планирования Каракалпакстана и Казахстана;
- 1935—1954 — работал в Казахском научно-исследовательском институте
- 1954—1955 — директор и старший методист в Казахском павильоне Всесоюзной выставки сельского хозяйства;
- 1955—1957 — заведующий лабораторией в Институте экспериментальной биологии Академии наук Казахской ССР;
- 1957—1960 — директор в том же институте.
- 1960—1962 — директор Гурьевской сельскохозяйственной опытной станции;
- 1962—1963 — директор ВДНХ Казахской ССР;
- С 1963 года и до конца жизни — заведующий лабораторией в Институте экспериментальной биологии АН Казахской ССР;
- 1978—1983 — консультант.

Кандидат биологических наук (1945), член-корреспондент АН Казахской ССР (1969).
Основные научные труды в области животноводства, в том числе выращивания овец и коз.
Труды
- Как создавался казахский архаромеринос,
- «Колхозное производство», 1951, № 1;
- «Шерстных коз Разведение», 1950;
- «Анатомия и физиология животных», 1954 (соавтор);
- «Мясо-сальное овцеводство Казахстана», 1964.[1]

## Награды и премии
- Сталинская премия третьей степени (1950) — за выведение новой породы тонкорунных овец «Казахский архаромеринос»
- орден «Знак Почёта»
- медали